# Brachycentrus spinae
Brachycentrus spinae is een schietmot uit de familie Brachycentridae. De soort komt voor in het Nearctisch gebied.